# Waschhaus (Fromeréville-les-Vallons)

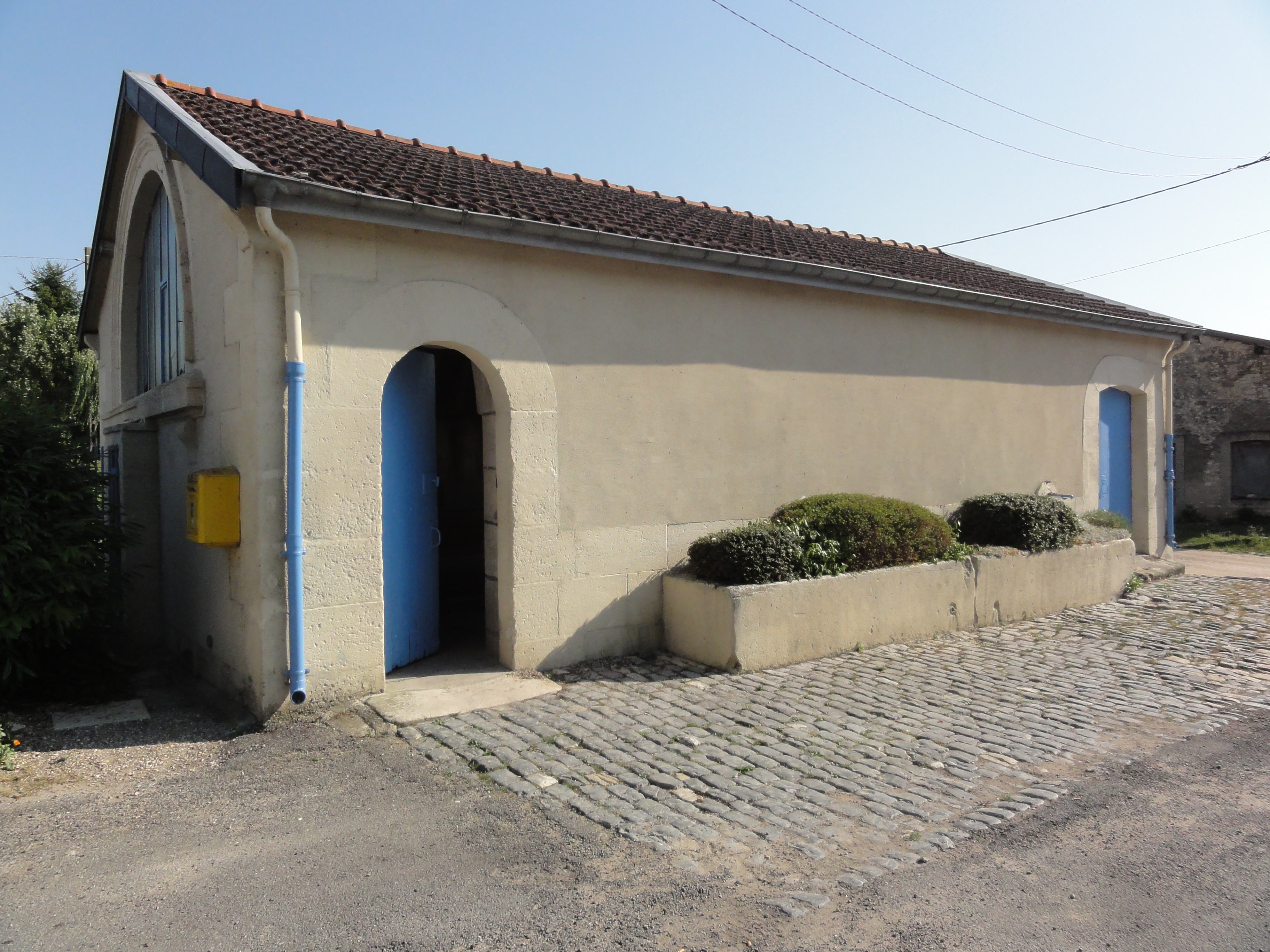
Waschhaus in Fromeréville-les-Vallons

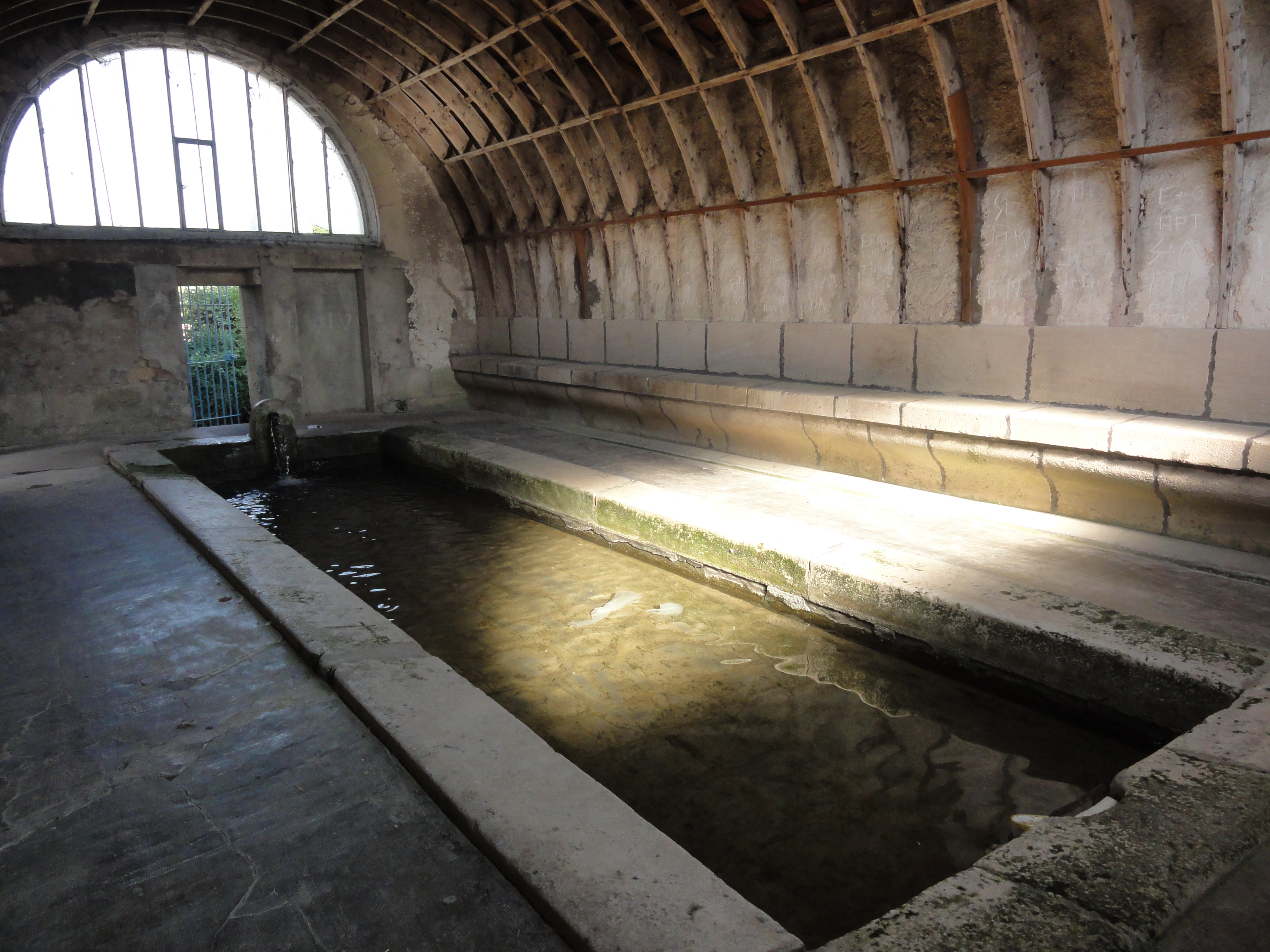
Innenansicht

Das öffentliche Waschhaus (französisch lavoir) in Fromeréville-les-Vallons, einer französischen Gemeinde im Département Meuse in der Region Grand Est, wurde 1865 errichtet. 
Das komplett geschlossene Waschhaus ist ein Satteldachbau aus teilweise verputztem Sandsteinmauerwerk an der Place Poincaré. Die Portale und Fenster sind mit sorgfältig bearbeiteten Hausteinen gerahmt. Der Innenraum wird von einem Tonnengewölbe gedeckt. 
An beiden Längsseiten sind je zehn Plätze für die Wäscherinnen vorhanden, die Steinbänke dienten ihnen zum Ausbreiten der Leintücher.